# Mejono
Mejono is een bestuurslaag in het regentschap Kediri van de provincie Oost-Java, Indonesië. Mejono telt 2361 inwoners (volkstelling 2010).